# 坂元彦太郎
坂元 彦太郎（さかもと ひこたろう、1904年1月25日 - 1995年2月4日）は、日本の教育・保育学者。岡山大学名誉教授。

## 来歴
宮崎県都城市生まれ。1940年東京帝国大学文学部社会学科卒、姫路師範学校教諭、1943年岡山師範学校女子部長、1945年11月大阪第一師範学校女子部長、文部省初等教育課長、1949-51年岡山師範学校校長、岡山大学教育学部長（-56年）・教授、1958年名誉教授、お茶の水女子大学教授、59年お茶の水女子大学附属幼稚園長、1969年青山学院大学教授、洗足学園大学教授、1974年十文字学園女子短期大学学長。1984-94年旭出学園 (特別支援学校) 校長。
1959年NHK放送文化賞受賞。
同郷の詩人富松良夫は友人で、詩集の出版に助力した。

## 著書
- 『教育の新構図』新教育協会出版 1947
- 『新しい小学校』小學舘 新教育ハンドブック 1948
- 『新教育の基盤』革新社 1948
- 『新教育の花園』学習文庫 1948
- 『視聴覚材の教育構造』日本放送教育協会 1961
- 『家庭と学校』大日本女子社会教育会 家庭教育シリーズ 1970
- 『倉橋惣三・その人と思想　倉橋惣三文庫』フレーベル館 2008

### 共編
- 『子どもの創造力を育てる』木宮乾峰共編 東洋館出版社 初等教育新書 1953
- 『戦後保育史』全2巻 岡田正章,久保いと,宍戸健夫,鈴木政次郎,森上史朗共編纂 フレーベル館、1980年

## 論文
- Cinii